# Jean-Baptiste Demay
Pour les articles homonymes, voir Demay.
Jean-Baptiste Bernard Demay, né le 6 novembre 1758 à Paris (paroisse Notre Dame de la Bonne Nouvelle) et mort le 15 mars 1848 dans la capitale, était un ébéniste et menuisier en sièges français réputé pour la qualité artistique de sa production.

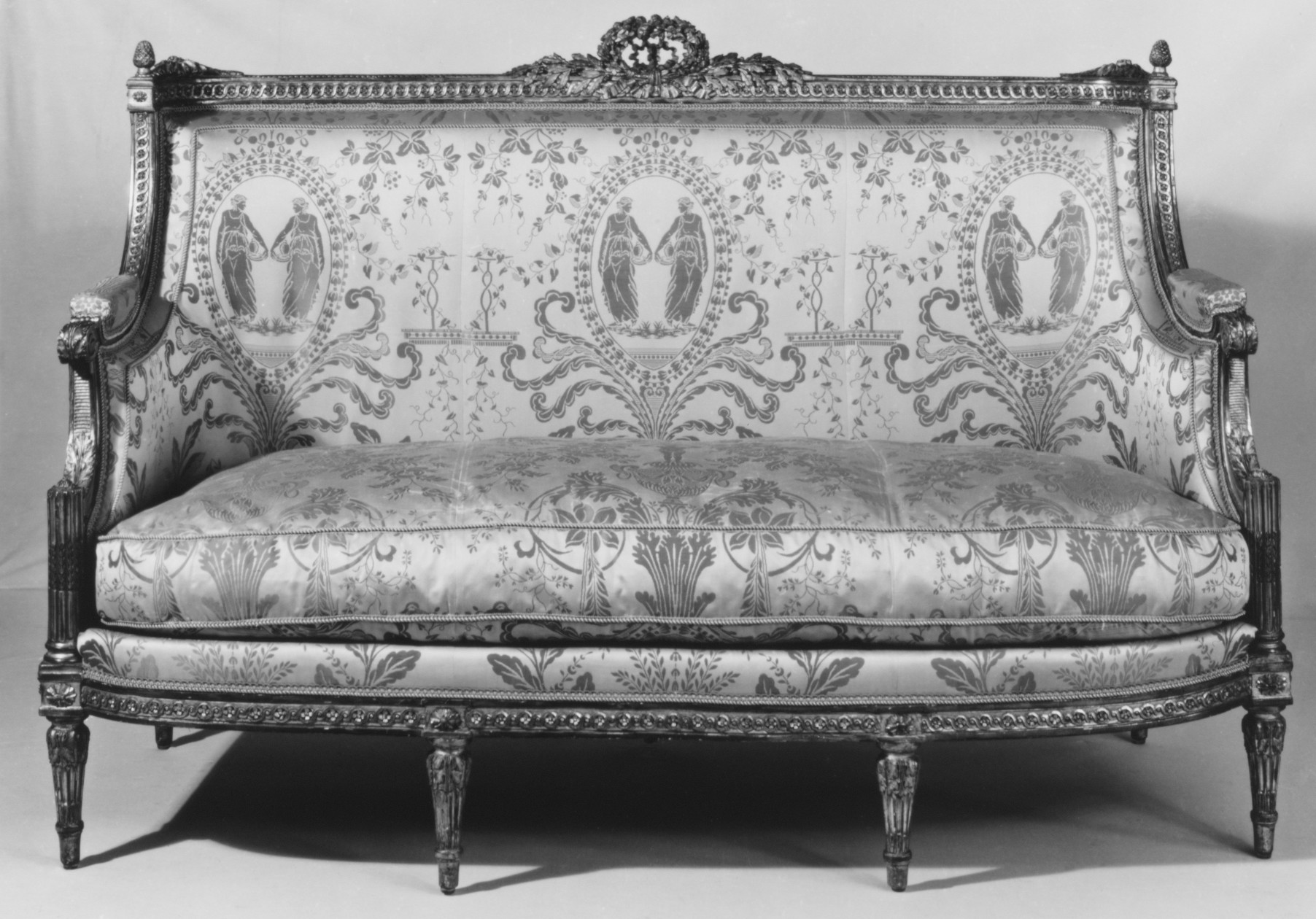

Reçu maître ébéniste en 1784, il exerça à Paris. Son atelier a réalisé une très belle production de sièges et quelques très beaux meubles sobres en acajou. Fournisseur de la Cour, notamment pour la reine Marie-Antoinette, on lui doit des sièges aux dossiers en éventail ou en forme de montgolfière, motif à la mode depuis l'envol des premières montgolfières en 1783. 